# Iglesia Pentecostal de Chile
La Iglesia Pentecostal de Chile (Ipechi) es una entidad religiosa perteneciente al conjunto de iglesias que conforman el pentecostalismo chileno. Fue fundada el 19 de febrero de 1947, por el pastor Enrique Chávez Campos, quien vino a ser su primer obispo. Su sede central se encuentra en la ciudad de Curicó. La Iglesia Pentecostal en Chile y la Iglesia Misión Pentecostal son miembros activos del Consejo Mundial de Iglesias desde la Asamblea de Nueva Delhi (1961).
Bajo la legislación chilena, la Iglesia tiene personalidad jurídica de derecho privado desde 1947, bajo el nombre de «Corporación Iglesia Pentecostal de Chile». En 2003 se constituyó como una entidad religiosa de derecho público, a través del decreto N.º 00477 del Ministerio de Justicia. Tiene 125 000 miembros en 350 congregaciones locales.
Su origen proviene de Iglesia Metodista Pentecostal de Chile, también conocida como Iglesia Jotabeche, por el nombre de la calle donde está ubicada. Por lo tanto, es Metodista tanto en su doctrina (practica el bautismo de bebés, de párvulos y adultos por aspersión) como en su forma de gobierno (tiene obispos y celebra conferencias o asambleas anuales).[cita requerida] Su crecimiento se desarrolló especialmente entre los años 1960 y 1990, consiguiendo numerosos adeptos de las clases sociales más modestas del país, como es el caso de todas las iglesias pentecostales chilenas, y en particular de la zona centro sur de Chile.[cita requerida] La iglesia posee templos en casi todas las regiones del país.
Luego que su fundador, siendo aún pastor de la IMP, criticara, a principios de la década de los 40, a la Iglesia Metodista Pentecostal por no tener un tesorero oficial y poseer una Presidencia o Superintendencia General vitalicia, fue expulsado de Jotabeche por el Pastor Superintendente de la Iglesia Metodista Pentecostal, Manuel Umaña Salinas.

## Organización
La Iglesia Pentecostal de Chile se rige por la Asamblea General de Pastores, compuesta por aproximadamente 230 pastores a lo largo del país, la cual elige un directorio, es decir, un comité ejecutivo de doce miembros.[cita requerida] El directorio es presidido por la Pastora Andrea Palma Romero, de la Iglesia de Pozo Almonte (Región del Tarapacá).[cita requerida] En paralelo, a cargo de los temas eclesiásticos, se encuentra la máxima autoridad de la Iglesia Pentecostal de Chile, el obispo Sergio Velozo Toloza, quien a su vez es pastor gobernante de la Catedral Pentecostal de Chile de Curicó.[cita requerida]
La designación de nuevos pastores se realiza en un proceso en el que un pastor «patrocina» la entrada de un nuevo miembro, y esta entrada posteriormente es visada por la Asamblea General de Pastores, y finalmente instalado por el obispo.[cita requerida] Es interesante notar que el fundador de la Iglesia Pentecostal de Chile, Obispo Enrique Chávez Campos, creía en el ministerio femenino, por lo que envió, pocos años después de la fundación de su Iglesia, a una mujer a comenzar una Iglesia en la ciudad de Antofagasta, al Norte de Chile. Al fallecer ella, dejó un templo edificado y una numerosa congregación. La Iglesia Pentecostal de Chile continúa ordenando mujeres al ministerio cristiano en todos sus niveles ( Probando, Laico, Presbítero), por lo tanto, forman parte del Directorio Nacional. Esta práctica la distingue de todas las demás denominaciones Pentecostales chilenas.  